# Zonneklep

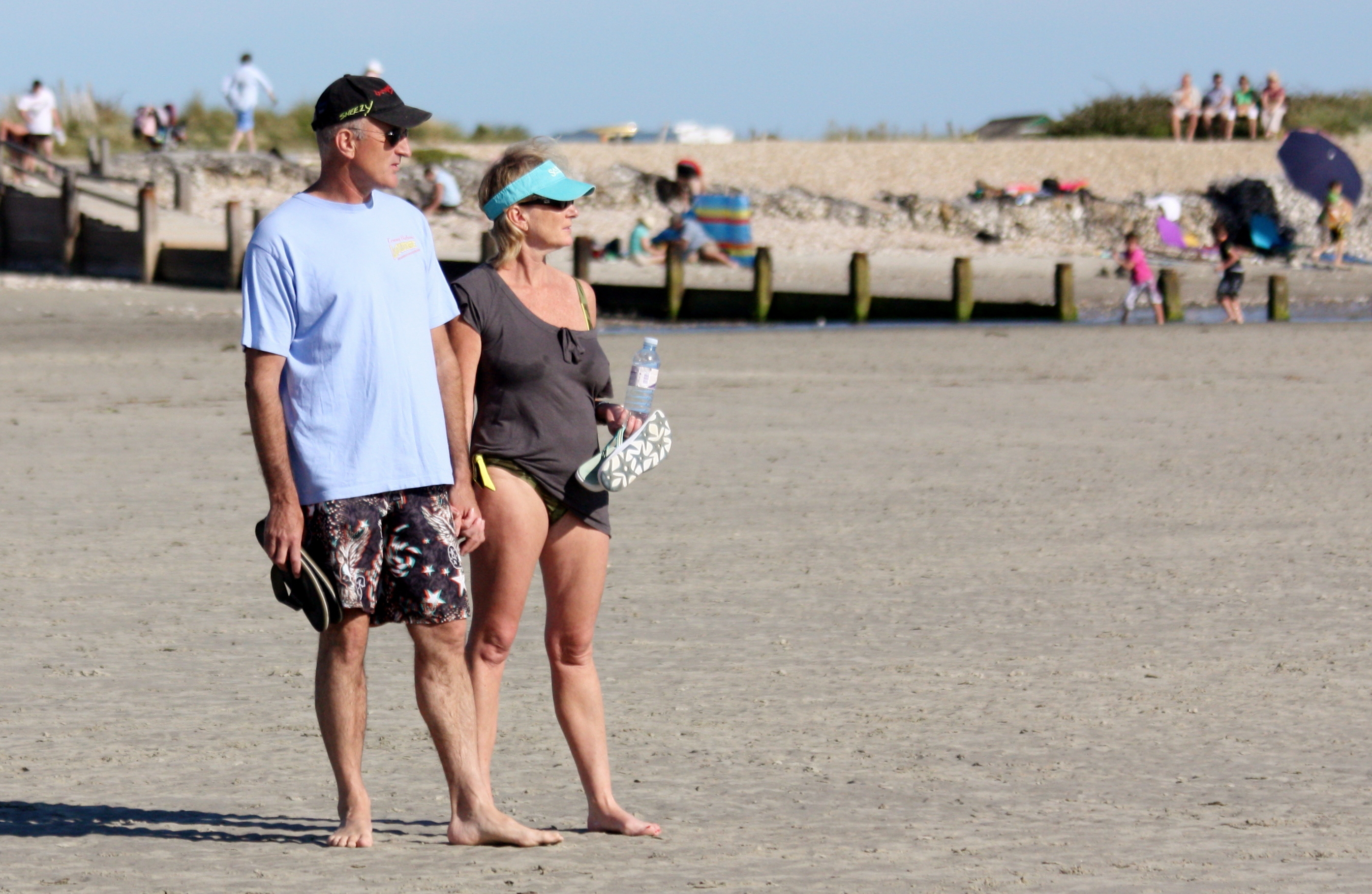
Koppel waarvan de man een baseballcap en de vrouw een zonneklep draagt

Een zonneklep is een klep, die met een soort haarband op het hoofd wordt gedragen, zodat de zon niet in de ogen kan schijnen. Soms is de band een elastische band die geheel om het hoofd wordt gebonden, maar soms ook twee plastic pennen die boven de oren in het haar worden gestoken. De klep zelf kan van gekleurd plastic zijn, of van katoen met een plastic vulling.
Voor reclamedoeleinden worden soms zonnekleppen gemaakt van karton en een simpel elastiekje, om uit te delen bij een evenement. Deze zijn bedoeld voor eenmalig gebruik.